# Luka Abram
Luka Abram (redovno ime Leon), slovenski rimskokatoliški duhovnik, redovnik in misijonar, * 28. avgust 1863, Slavina, Postojna, † 7. april 1931, Istanbul.

## Življenje in delo
Luka Abram, z redovniškim imenom Leon, se je rodil v družini Bartolomeja Abrama. H kapucinom je vstopil v Trstu. Leta 1884 je odšel v bolgarski Plovdiv kjer je končal gimnazijo. Bogoslovje in noviciat za kapucinski red je opravil v Budni pri Izmirju. Tu je bil leta 1882 tudi posvečen v duhovnika. V Budni je ostal 6 let in skrbno opravljal misijonsko delo. Iz Budne je odšel na grški otok Syra, kjer je ostal 16 mesecev. Leta 1897 je bil premeščen v Istanbul, kjer je prevzel službo magistra novincev in jo opravljal 12 let, ko je zbolel ter zaradi bolezni prevzel lažjo redovniško službo.